# 钢琴教师
《鋼琴教師》（德語：Die Klavierspielerin）是2004年諾貝爾文學獎得主，奧地利作家艾爾弗雷德·耶利內克的作品，發表於1983年。《鋼琴教師》也是艾爾弗雷德·耶利內克首部翻譯成英語的小說。《鋼琴教師》是艾爾弗雷德·耶利內克半自傳體小說，也是她最具爭議的一部作品。
本書講述女鋼琴師埃里卡（Erika Kohut）的苦難，貪權的母親將她訓練為鋼琴家。在母親壓抑的控制下，埃里卡的情緒與性慾逐漸麻木。她試圖透過與學生克雷默爾（Walter Klemmer）的BDSM關係，克服性慾冷感的問題。然而失敗，並以被強姦的結局告終。
撇除埃里卡被放大的精神問題，艾爾弗雷德·耶利內克認為本書所探討的是一般女性的困境：「如果女人宣稱享有一個不屬於她的權利，就不被容許活下去。她只能獲得藝術名聲。選擇一個男人並強迫他虐待她—也就是在服從中支配—她是不被容許擁有這種權利的。」埃里卡便是在支配學生克雷默爾的關係中，因為挑戰男女的權力關係，而嚐到惡果。
本書是艾爾弗雷德·耶利內克最重要的作品，可列為母女關係主題的當代文學。透過強烈虛榮的、貪權的母親，將女孩訓練為音樂家的自傳體題材，也可見於作者的其他作品，例如：小說《Die Ausgesperrten》以及《Clara S》。

## 故事簡介
小說描寫一個叫埃里卡的女子（钢琴教师）在母親極端變態的鉗制下，心靈受到完全的扭曲，而且情愛的價值觀徹底崩潰。雖然女主角已屆中年（快四十了），但仍與母親如共生體一樣般生存，任何事也在母親嚴密的監管下。不可越雷池一步，甚至連睡覺都在同一張床。女主角受到母親的抑壓，不能化妝，不能結識異性，因此心理受到極大的扭曲。鋼琴教師（埃里卡）的學生克雷默爾改變了兩者的生活，克雷默爾漸漸愛上了自己的教師，但當進一步的認識時，發現已掉進陷阱，一方面必須擺脫埃里卡母親的極權控制，二來埃里卡長年受壓的慾望終於爆發，開始一場奴隸與主人的遊戲。

## 改编作品
- 2001年，電影導演迈克尔·哈内克根據小說翻拍成同名电影。